# Diocesi di Gizo
La diocesi di Gizo (in latino Dioecesis Ghizotana) è una sede della Chiesa cattolica nelle Isole Salomone suffraganea dell'arcidiocesi di Honiara. Nel 2023 contava 17.605 battezzati su 154.900 abitanti. È retta dal vescovo Peter Houhou.

## Territorio
La diocesi comprende la provincia Occidentale, la provincia di Choiseul e la provincia di Isabel nelle Isole Salomone.
Sede vescovile è la città di Gizo, dove si trova la cattedrale di San Pietro.
Il territorio è suddiviso in 8 parrocchie.

## Storia
Il vicariato apostolico delle Isole Salomone occidentali fu eretto l'11 giugno 1959 con la bolla Christi regnum di papa Giovanni XXIII, ricavandone il territorio dai vicariati apostolici delle Isole Salomone settentrionali (oggi diocesi di Bougainville) e delle Isole Salomone meridionali (oggi arcidiocesi di Honiara).
Il 15 novembre 1966 in forza della bolla Laeta incrementa di papa Paolo VI il vicariato apostolico è stato elevato a diocesi e ha assunto il nome attuale.
Originariamente suffraganea dell'arcidiocesi di Rabaul, il 15 novembre 1978 è entrata a far parte della provincia ecclesiastica dell'arcidiocesi di Honiara.

## Cronotassi dei vescovi
Si omettono i periodi di sede vacante non superiori ai 2 anni o non storicamente accertati.
- Eusebius John Crawford, O.P. † (1º marzo 1960 - 3 febbraio 1995 ritirato)
- Bernard Cyril O'Grady, O.P. (3 febbraio 1995 - 5 giugno 2007 ritirato)
- Luciano Capelli, S.D.B. (5 giugno 2007 - 16 giugno 2023 ritirato)
- Peter Houhou, dal 16 giugno 2023

## Statistiche
La diocesi nel 2023 su una popolazione di 154.900 persone contava 17.605 battezzati, corrispondenti all'11,4% del totale.
| anno | popolazione | popolazione | popolazione | presbiteri | presbiteri | presbiteri | presbiteri                | diaconi | religiosi | religiosi | parrocchie |
| anno | battezzati  | totale      | %           | numero     | secolari   | regolari   | battezzati per presbitero | diaconi | uomini    | donne     | parrocchie |
| ---- | ----------- | ----------- | ----------- | ---------- | ---------- | ---------- | ------------------------- | ------- | --------- | --------- | ---------- |
| 1970 | 3.557       | 33.046      | 10,8        | 6          | 1          | 5          | 592                       |         | 6         | 11        | 5          |
| 1980 | 4.300       | 51.831      | 8,3         | 7          | 1          | 6          | 614                       |         | 11        | 21        | 5          |
| 1990 | 6.636       | 83.300      | 8,0         | 8          | 1          | 7          | 829                       |         | 13        | 18        | 5          |
| 1999 | 10.643      | 109.899     | 9,7         | 9          | 2          | 7          | 1.182                     |         | 9         | 15        | 5          |
| 2000 | 9.000       | 135.000     | 6,7         | 9          | 2          | 7          | 1.000                     |         | 15        | 14        | 5          |
| 2001 | 9.000       | 135.000     | 6,7         | 10         | 3          | 7          | 900                       |         | 15        | 16        | 5          |
| 2002 | 10.000      | 100.000     | 10,0        | 8          | 3          | 5          | 1.250                     |         | 16        | 15        | 5          |
| 2003 | 10.325      | 110.325     | 9,4         | 8          | 3          | 5          | 1.290                     |         | 19        | 17        | 5          |
| 2004 | 11.325      | 102.000     | 11,1        | 9          | 3          | 6          | 1.258                     |         | 10        | 17        | 5          |
| 2006 | 10.966      | 105.116     | 10,4        | 8          | 4          | 4          | 1.370                     |         | 17        | 18        | 5          |
| 2013 | 14.000      | 137.000     | 10,2        | 10         | 5          | 5          | 1.400                     |         | 16        | 14        | 7          |
| 2016 | 15.214      | 136.347     | 11,2        | 11         | 6          | 5          | 1.383                     |         | 12        | 12        | 7          |
| 2019 | 16.040      | 143.400     | 11,2        | 20         | 5          | 15         | 802                       |         | 20        | 19        | 8          |
| 2021 | 16.920      | 148.900     | 11,4        | 22         | 8          | 14         | 769                       |         | 15        | 19        | 8          |
| 2023 | 17.605      | 154.900     | 11,4        | 15         | 7          | 8          | 1.173                     |         | 10        | 19        | 8          |